# Les Irois
Les Irois (Haitianisch-Kreolisch: Lèziwa) ist eine Gemeinde im äußersten Westen der Tiburon-Halbinsel im Département Grand’Anse von Haiti.

## Geschichte
Allgemeine Auffassung ist es, dass sich im Jahr 1652 zwei von der Insel Irland stammende Abenteurer, die ihre Heimat wegen der dort eingetretenen Verhältnisse verlassen hatten, an der Küste niederließen. Von den Einheimischen wurde der Ort nach ihnen Les Irois genannt (die französische Bezeichnung für Iren wäre Irlandais, so dass es sich hier um eine Verballhornung handelt).
Im Jahr 1794 war Les Irois ein britischer Stützpunkt auf Haiti. Im Rahmen der militärischen Auseinandersetzungen nach der französischen Revolution hatten sowohl Spanier als auch Briten sich daran gemacht, die reiche französische Kolonie Saint-Domingue einzunehmen. Im Jahr 1798 vertrieben die französischen Truppen unter Toussaint Louverture die Briten, deren letzte Einheiten sich in Les Irois in Richtung Jamaika einschifften. Im Jahr 1802 zogen sich Truppen der Aufständischen vor den vorrückenden französischen Truppen in das Bergland oberhalb von Les Irois zurück.
Im Jahr 1953 erhielt der Ort offiziell den Status einer Gemeinde.
Nach Abschluss der Revolution im benachbarten Kuba versuchten kubanische Militäreinheiten, Kontakte im Südwesten Haitis zu knüpfen. Die Bevölkerung der Tiburon-Halbinsel war für ihre kritische Haltung gegenüber dem autokratischen Machthaber François Duvalier bekannt. Die Kubaner wollten versuchen, den Gedanken der Revolution auch nach Haiti zu tragen. Im August des Jahres 1960 wurden 36 kubanische Soldaten in Les Irois an Land gesetzt. Aufgrund praktisch nicht vorhandener Kommunikationsmittel entstand in Port-au-Prince der Eindruck, es handele sich um eine Invasion. Das Militär Duvaliers unternahm daraufhin eine gut ausgestattete Gegenaktion, die von den Vereinigten Staaten logistisch unterstützt wurde. Nach vier Wochen wurde das kubanische Zwischenspiel bei Les Irois gewaltsam beendet.

## Lage und Beschreibung
Les Irois bildet die Westspitze der Tiburon-Halbinsel und ist damit die westlichste Gemeinde Haitis.
Neben dem Stadtzentrum Ville des Irois bestehen drei Gemeindebezirke:
1. Matador
2. Belair und
3. Garcasse

Die Gemeinde liegt an der Baie Les Irois am Jamaica Channel. 
Sie ist über die Route départementale RD-72 mit Anse-d’Hainault im Norden (14 Kilometer) verbunden. Von dort aus sind es 61 Kilometer in östlicher Richtung nach Jérémie, wo die Route Nationale RN-7 erreicht werden kann.